# Centre technique des industries mécaniques
Le Centre technique des industries mécaniques (CETIM) est un centre technique industriel français créé en 1965 à la demande des industriels de la mécanique. Il a pour objectif d’apporter aux entreprises mécaniciennes des moyens et des compétences pour accroître leur compétitivité, participer à la normalisation et faire le lien entre la recherche scientifique et l’industrie. Cette mission d’utilité publique est régie par la loi du 22 juillet 1948, reprise dans le Code de la recherche. 
Il est placé sous la tutelle de la Fédération des industries mécaniques et du ministère de l’Industrie. 

## Activité
Le Cetim cofinance près de 35 thèses et participe directement à neuf laboratoires communs avec des établissements d’enseignement supérieur et de recherche (ENSAM, ENS Cachan, Centrale Nantes, CNRS, etc.)[source insuffisante].
Plusieurs partenariats existent avec la région des Pays de la Loire pour le Technocampus Composites, avec l’université de technologie de Compiègne (UTC) pour l’Institut de mécatronique[réf. souhaitée], avec les Arts et Métiers ParisTech pour la plateforme technologique Vulcain, ou avec la région Picardie, pour Pima@Tech.